# 척박지

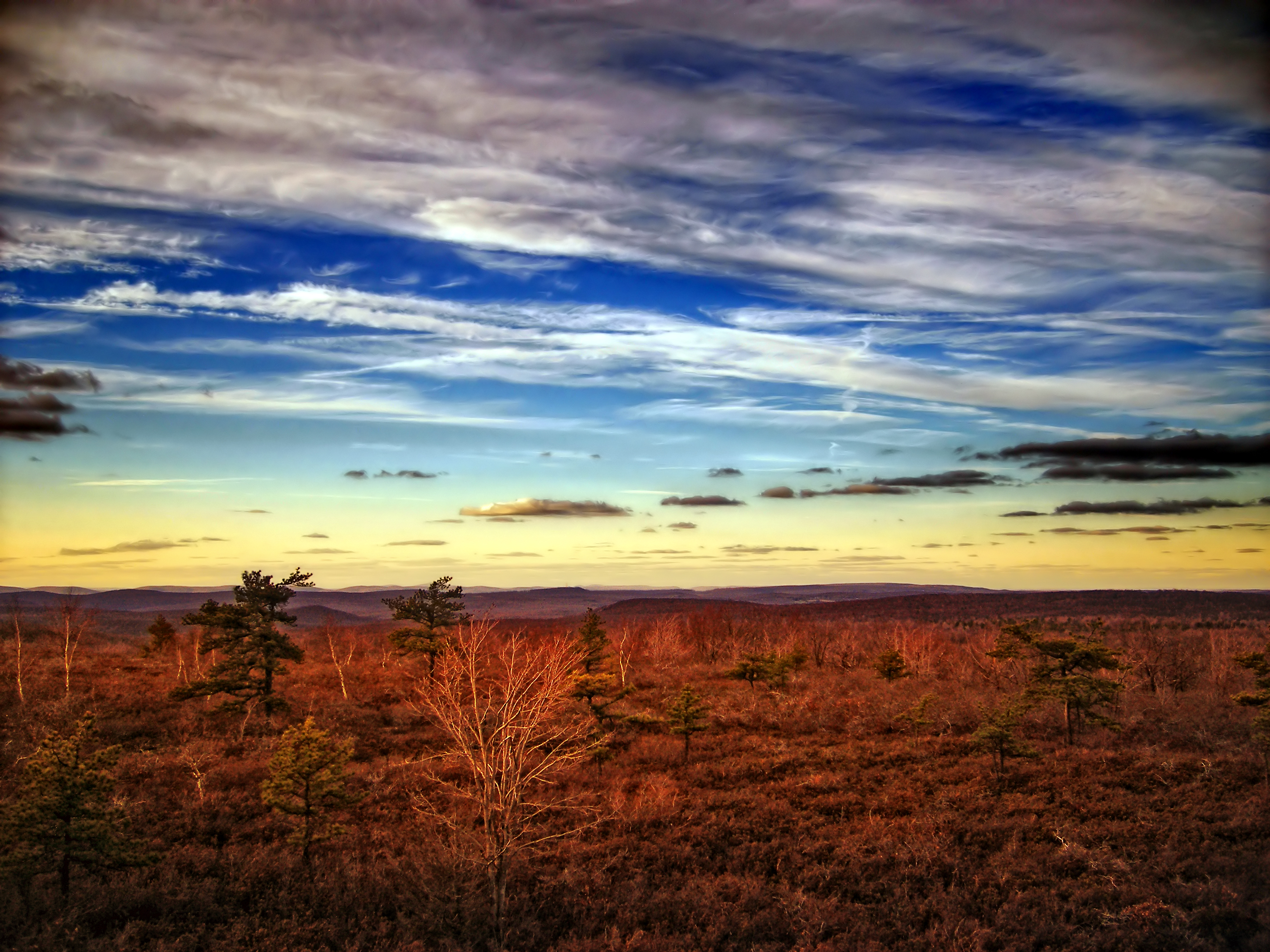

척박지(瘠薄地, barren)란 식물의 성장이 드물거나 저해당하고, 생물 다양성이 떨어지는 땅이다. 땅이 척박해지는 원인으로는 강풍, 기후, 염분, 땅의 독성, 인간의 착취 등이 있을 수 있다.

## 같이 보기
- 경엽수